# Димитър Янев (революционер)
Вижте пояснителната страница за други личности с името Димитър Янев.
Димитър Янев с псевдоним Попето е български революционер, деец на Вътрешната македоно-одринска революционна организация.

## Биография
Димитър Янев е роден в 1872 година в Енимахале, Бабаескийско, тогава в Османската империя. Присъединява се към ВМОРО и става четник в Одрински революционен окръг. Участва на Конгреса на Петрова нива в 1903 година. Действа като подвойвода на Лозенградския революционен участък през Илинденско-Преображенското въстание.
След въстанието се заселва в село Фердинандово, Карнобатско. Работи като секретар-бирник.
При избухването на Балканската война в 1912 година е доброволец в Македоно-одринското опълчение и служи в 1 рота на Лозенградската партизанска дружина под командването на Димитър Аянов.
Умира в 1946 година във Фердинандово.